# Johann Heinrich Baumann

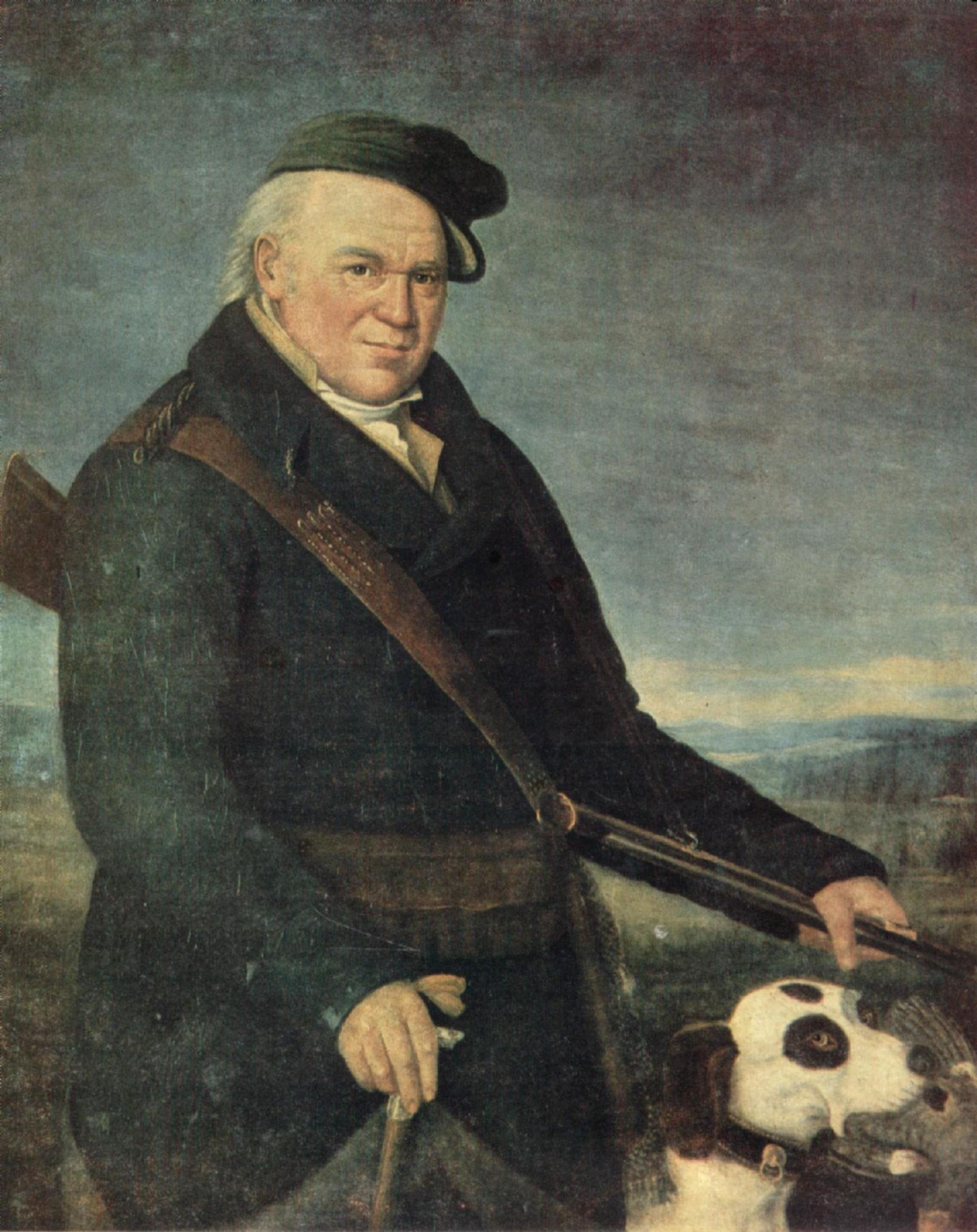
Johann Heinrich Baumann, Selbst-Porträt

Johann Heinrich Baumann (lettisch Johans Heinrihs Baumanis; * 29. Januarjul. / 9. Februar 1753greg. in Mitau (Jelgava); † 7. Juli 1832 in Klein-Jungfernhof (Jumprava) bei Riga) war ein kurländischer Maler.

## Leben
Johann Heinrich Baumann wurde in einer deutschbaltische Familie geboren; sein Vater war der Pastor und Superintendent von Kurland, Joachim Baumann. Dazu bestimmt, in die Fußstapfen seines Vaters zu treten, studierte Baumann von 1773 bis 1776 Theologie an der Universität Erfurt. Nebenbei jedoch begann er unter Anleitung und Einfluss von Jacob Samuel Beck, (1715–1778) einem örtlichen Maler, der sich auf Tierdarstellungen im barocken Stil spezialisiert hatte, zu malen. Nach seinem Studium kehrte Baumann nach Kurland zurück, strebte aber fortan eine künstlerische Karriere an, anstatt Pastor zu werden.
Als begeisterter Jäger reiste Baumann auf Jagdexpeditionen bis nach Litauen, Weißrussland und Russland. Er beschrieb seine Jagdabenteuer in schrulligen, anekdotischen Kurzgeschichten, die ihm den Übernamen „Münchhausen von Kurland“ eintrugen. Seine Interessen bestimmten zunehmend auch seine Kunst, die sich als unübliche Mischung von künstlerischer Befähigung und professioneller Ausbildung mit einer naiven und nachlässigen Ausführungsweise erwies. Fast alle seiner Bilder zeigen Tiere, Jagdszenen und ähnliche Themen. Seine Kunst kann am besten als ländlicher Barock bezeichnet werden, der von ähnlichen Motiven des holländischen goldene Zeitalters beeinflusst war, mit einem wiedererkennbaren persönlichen Stil. Obwohl er nie zu den herausragenden Künstlern des Russischen Reichs zählte, erfuhr er 1786 eine besondere Würdigung durch die Russische Kunstakademie. 1790 wurde er Mitglied der Akademie in Sankt Petersburg. Es wird angenommen, dass Baumann über 1700 Bilder gemalt hat; es sind jedoch heute nur 43 erhalten, die  ihm sicher zugeschrieben werden können.
Baumann war einer der ersten Autoren, die Bühnenstücke in lettischer Sprache verfassten.